# David Gordon White
David Gordon White (Pittsfield, 3 settembre 1953) è uno storico delle religioni statunitense.
Dopo l'ottenimento di un diploma in hindi presso la Hindu University di Benares, e dopo aver approfondito l'Induismo alla École Pratique des Hautes Études, a Parigi, negli anni 1977-1980 e 1985-1986, David Gordon White ha conseguito il Ph.D. in Storia delle Religioni presso la University of Chicago nel 1988.
Attualmente David Gordon White è docente associato di studi religiosi alla California University di Santa Barbara.

## Opere

### Lingua originale
- Myths of the Dog-Man, University of Chicago Pres, 1991.
- The Alchemical Body: Siddha Traditions in Medieval India, University of Chicago Pres, 1996
- Kiss of the Yoginī: "Tantric Sex" in its South Asian Contexts, University of Chicago Pres, 2003.
- Sinister Yogis, University of Chicago Pres, 2009.

- (curatore) Tantra in Practice, (Princeton University Press, 2000), Blackwell Publishing, 2003.
- (curatore) Yoga in Practice,  University of Chicago Pres, 2011.

### Lingua italiana
- Il Corpo Alchemico. Le tradizioni dei Siddha dell'India medievale, edizioni Mediterranee, 2003.